# مسجد اشرف‌اغلو

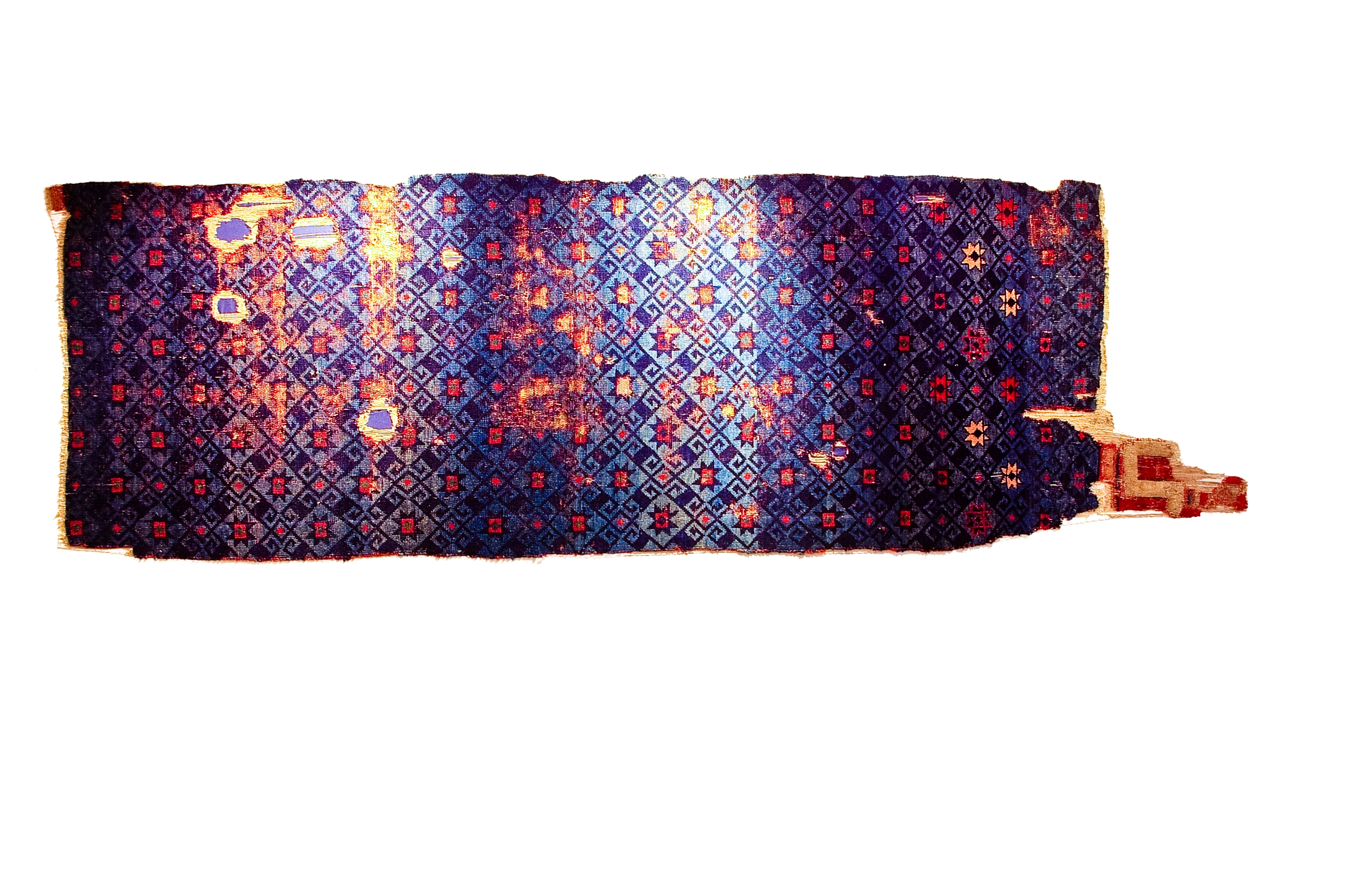
فرش متعلق به مسجد اشرف‌اغلو

مسجد اشرف‌اغلو (ترکی استانبولی: Eşrefoğlu Camii) مسجدی متعلق به قرن سیزدهم در بِی‌شهر، استان قونیه ترکیه است و در ۱۰۰ متری شمال دریاچه بِی‌شهر واقع شده‌است. در ۱۵ آوریل ۲۰۱۱ این بنا در لیست میراث جهانی قرار گرفت. اظهارات توجیهی این است: «مسجد اشرف‌اغلو شامل تمام عناصر اصلی معماری اولیه ترکی آناتولی است. این ساختمان بزرگترین مسجد استوانه‌ای و سقف‌دار چوبی است که به بهترین شکل در جهان اسلام حفظ شده‌است.»

## تاریخ
در سالهای آخر سلطنت سلجوقیان روم، والیان مختلف سلجوقیان از استقلال نسبی برخوردار بودند. آنها مملکت‌های نیمه مستقل خود را به نام بیگ‌نشین‌های آناتولیایی تأسیس کردند. اشرفیان (۱۲۸۰–۱۳۲۶) یک بیگ‌نشین کوچک در مرکز آناتولی غربی بود. پس از سال ۱۲۸۸، سلیمان بیگ، دومین بیگ اشرفیان، شهر بِی‌شهر را به عنوان پایتخت بیگ‌نشین خود بازسازی کرد. اگرچه پایتخت وی یک قدرت سیاسی کم‌اهمیت بود، اما این شهر به عنوان یکی از مراکز فرهنگی جهان سلجوقی شکوفا شد. در سال ۱۲۹۶ یکی از بزرگترین مساجد در دوره بیگ‌نشین‌های آناتولی را در بِی‌شهر بنا کرد. وی در سال ۱۳۰۲ درگذشت و در آرامگاهی در کنار مسجد دفن شد.

## نگارخانه

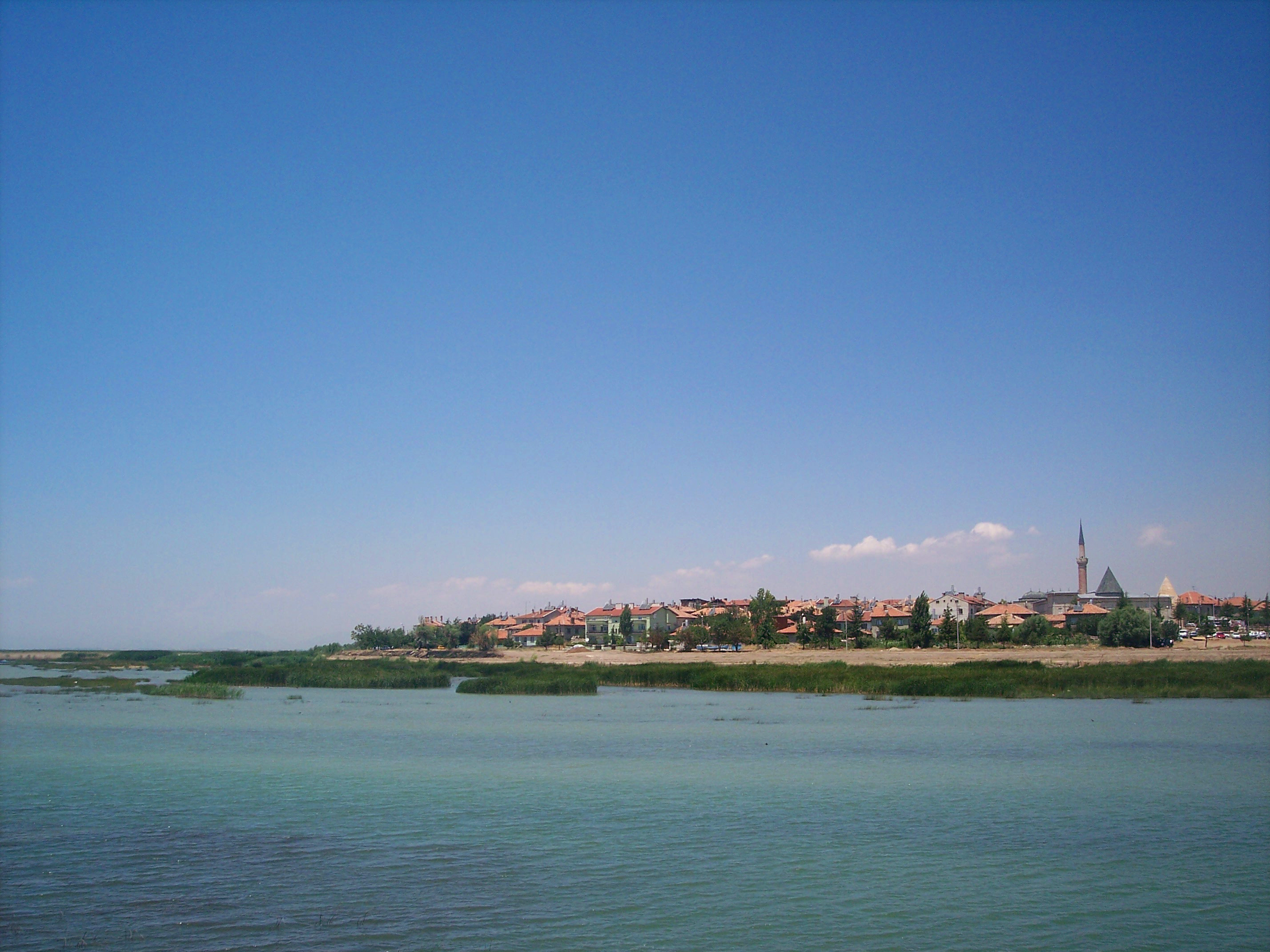
View of Beysehir from the lake, the Eşrefoğlu Mosque is on the right with the minaret.
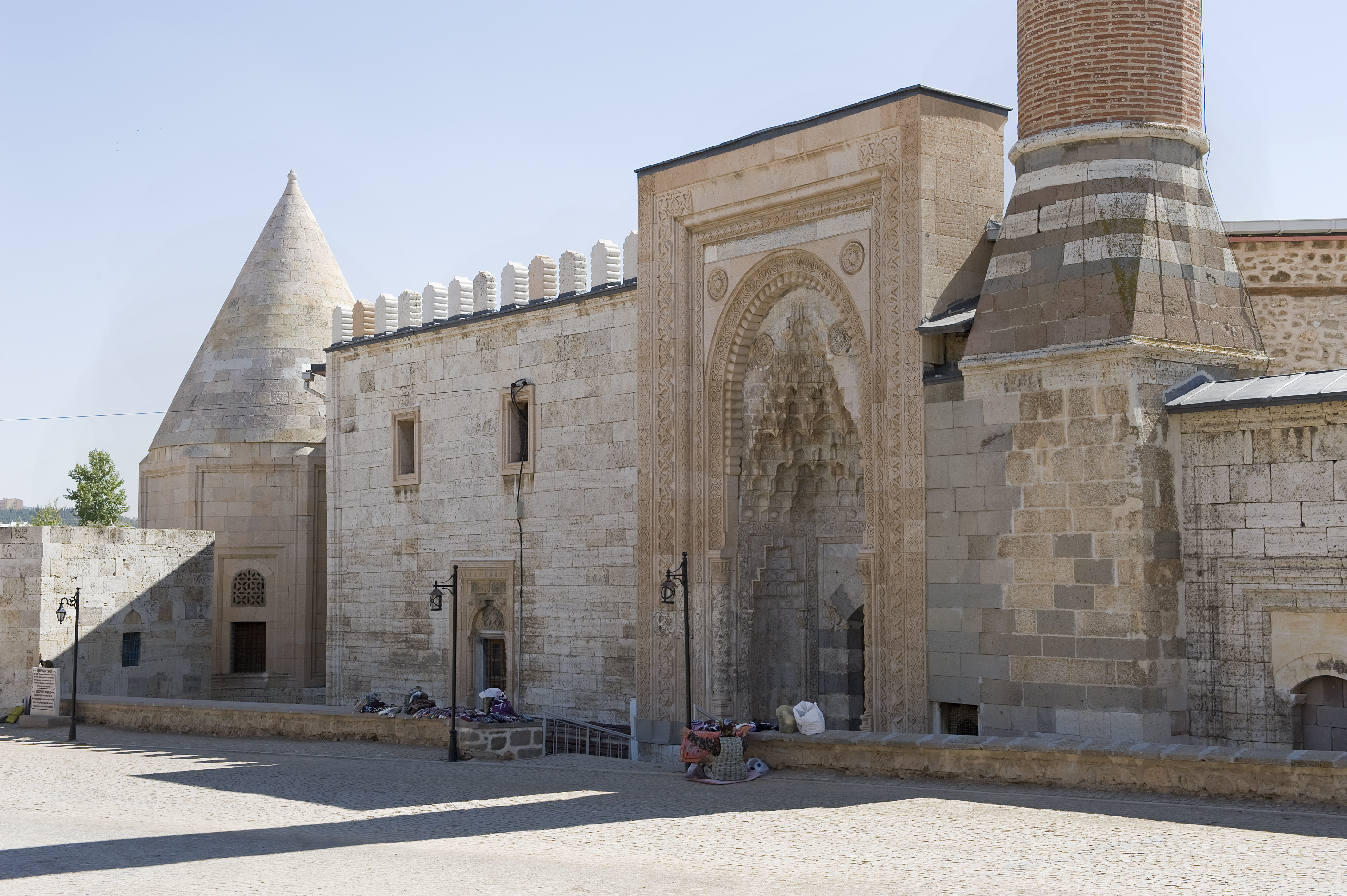
Eşrefoğlu Mosque Exterior
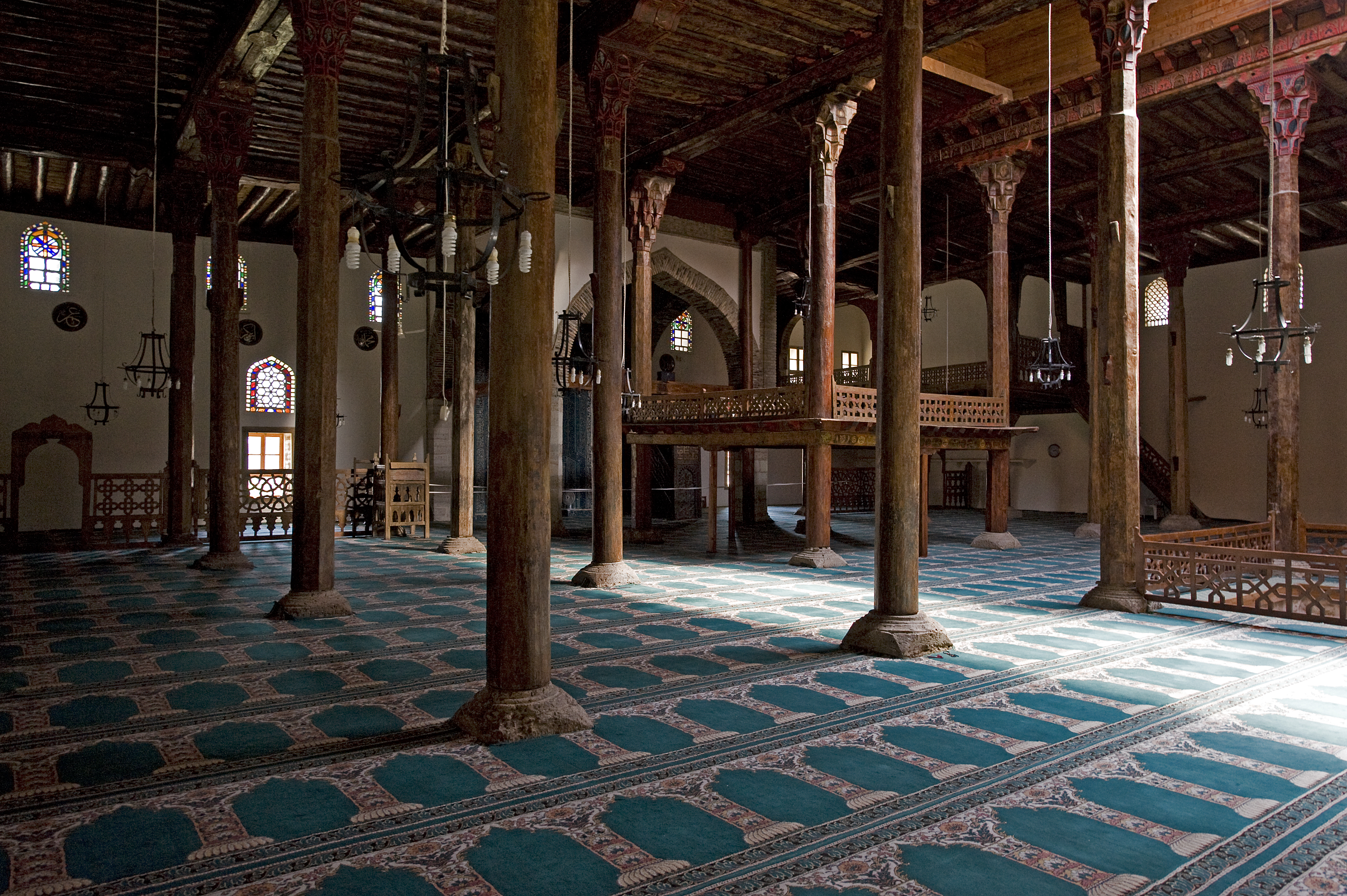
Eşrefoğlu Mosque Interior general view
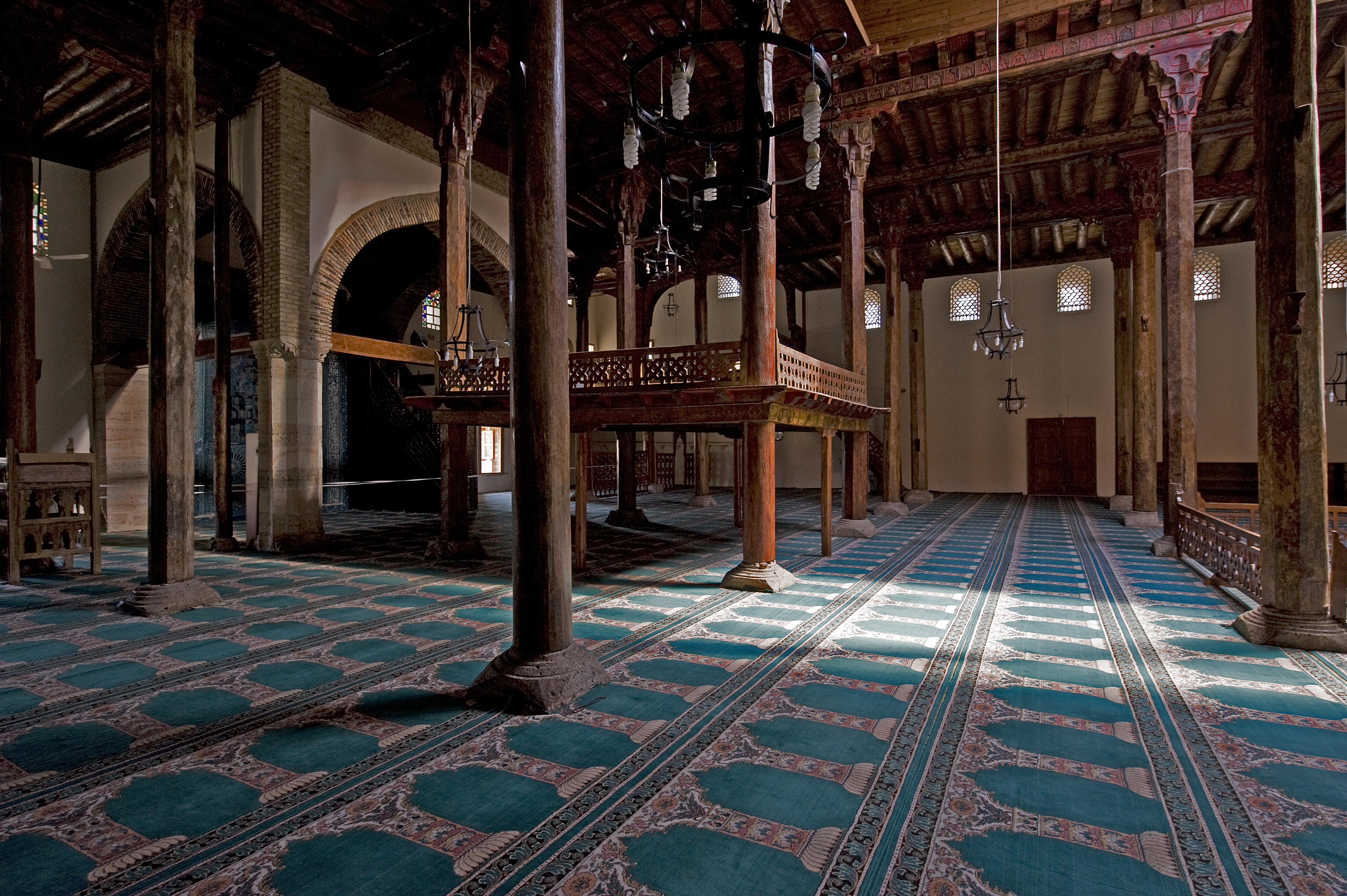
Eşrefoğlu Mosque Interior with müezzin mahfili
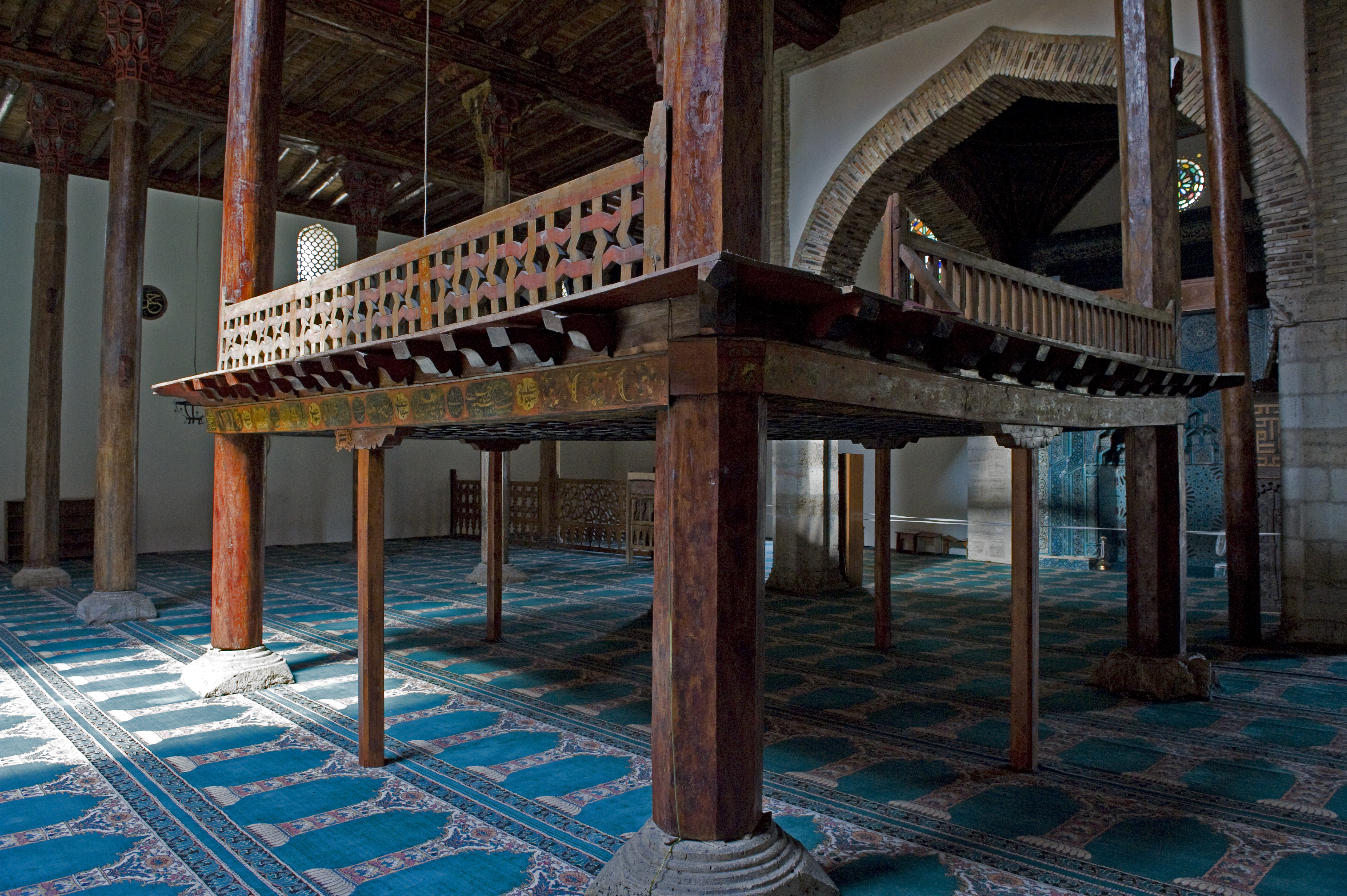
Eşrefoğlu Mosque Interior with müezzin mahfili
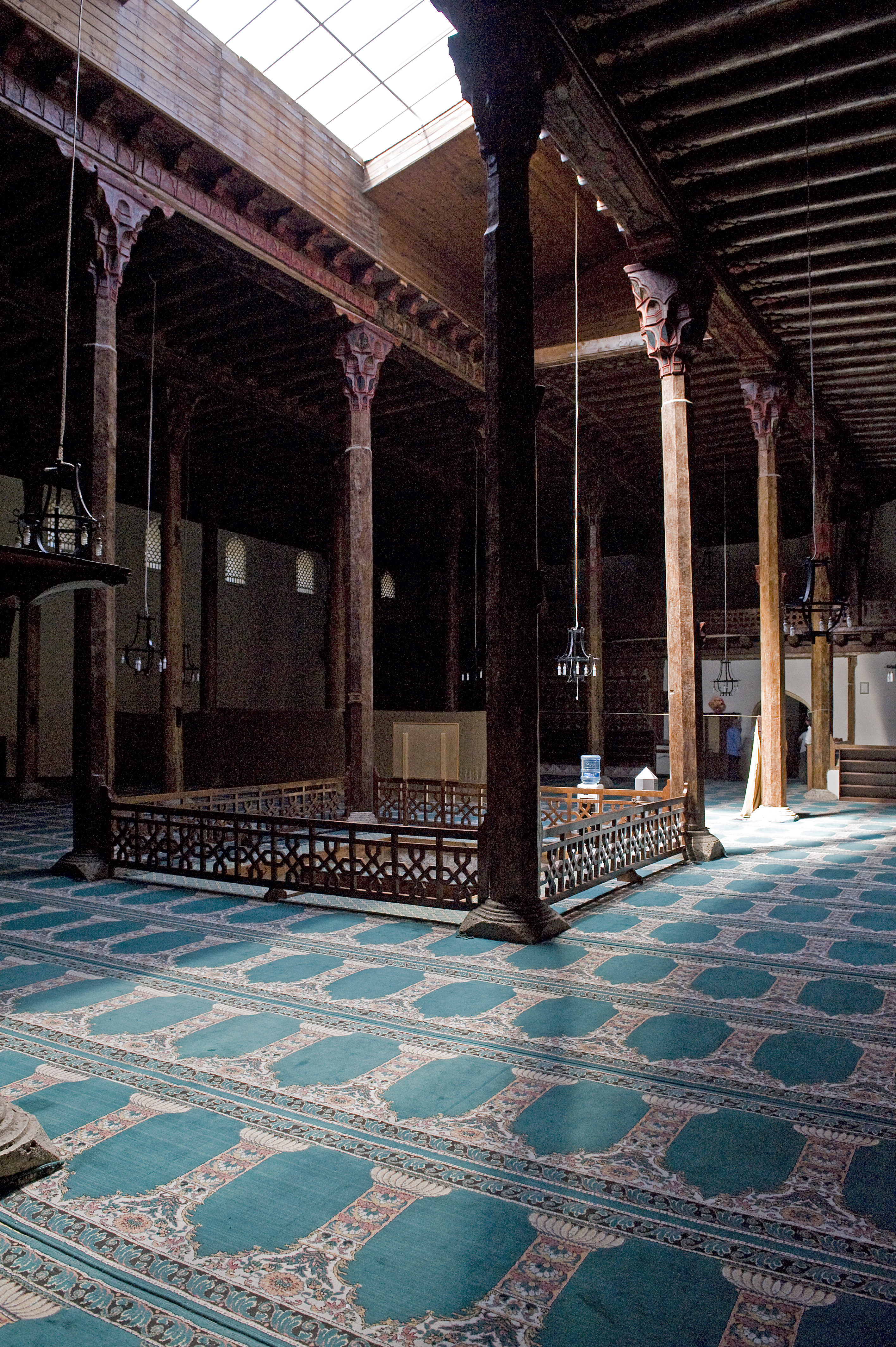
Eşrefoğlu Mosque Interior with snow pit
Eşrefoğlu Mosque Interior with balcony
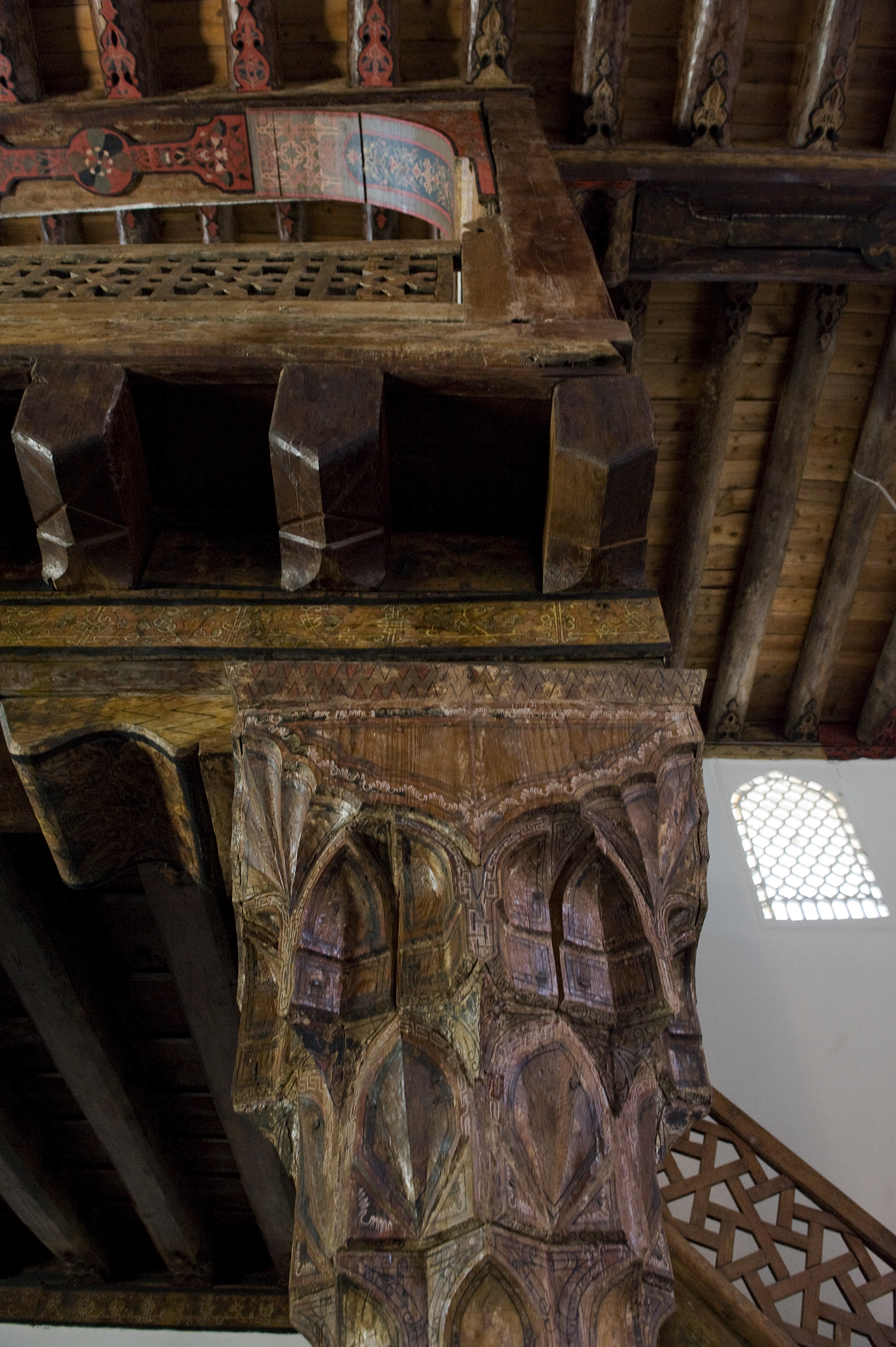
Eşrefoğlu Mosque Interior with balcony details
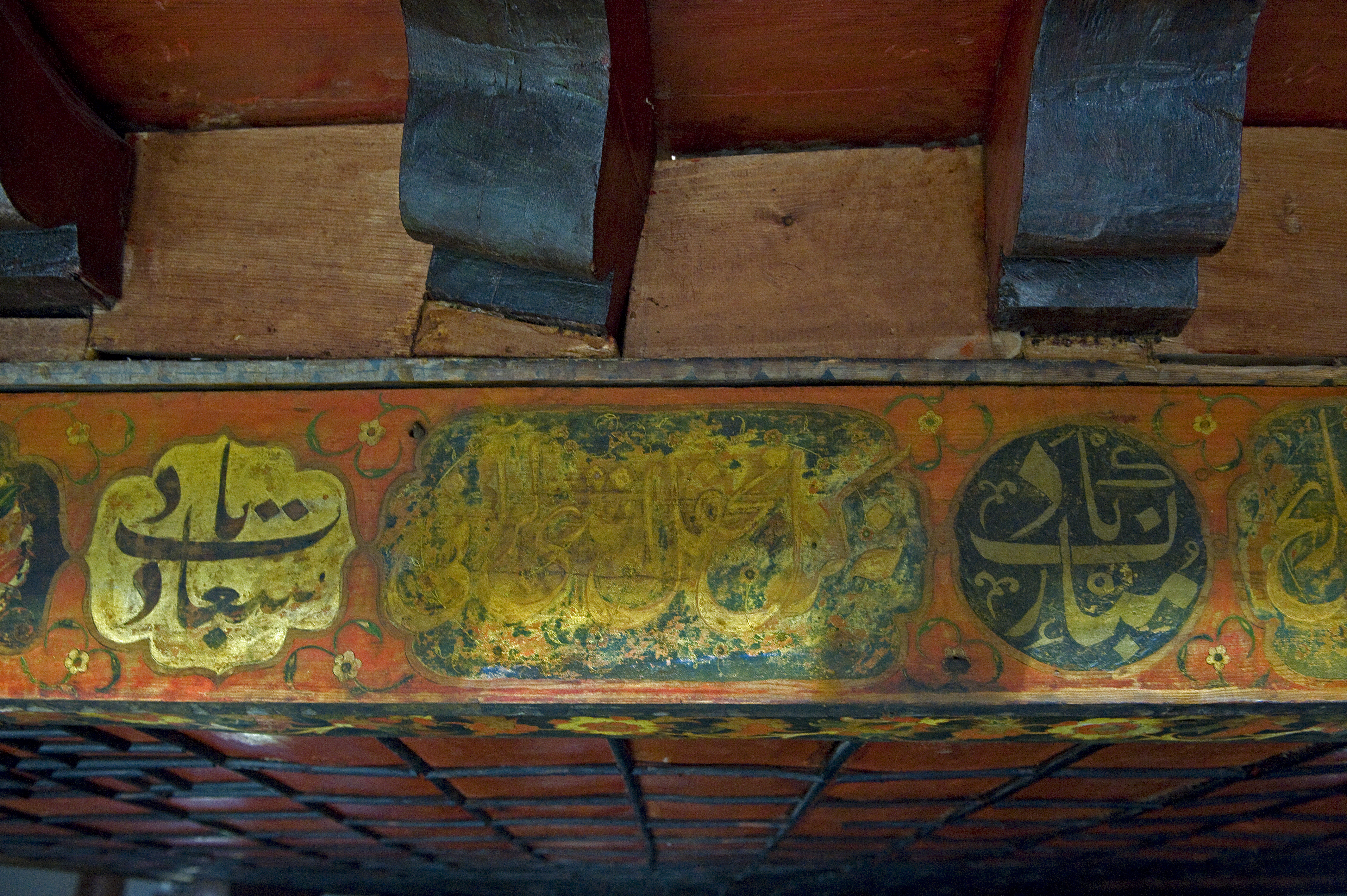
Eşrefoğlu Mosque Interior painting under balcony
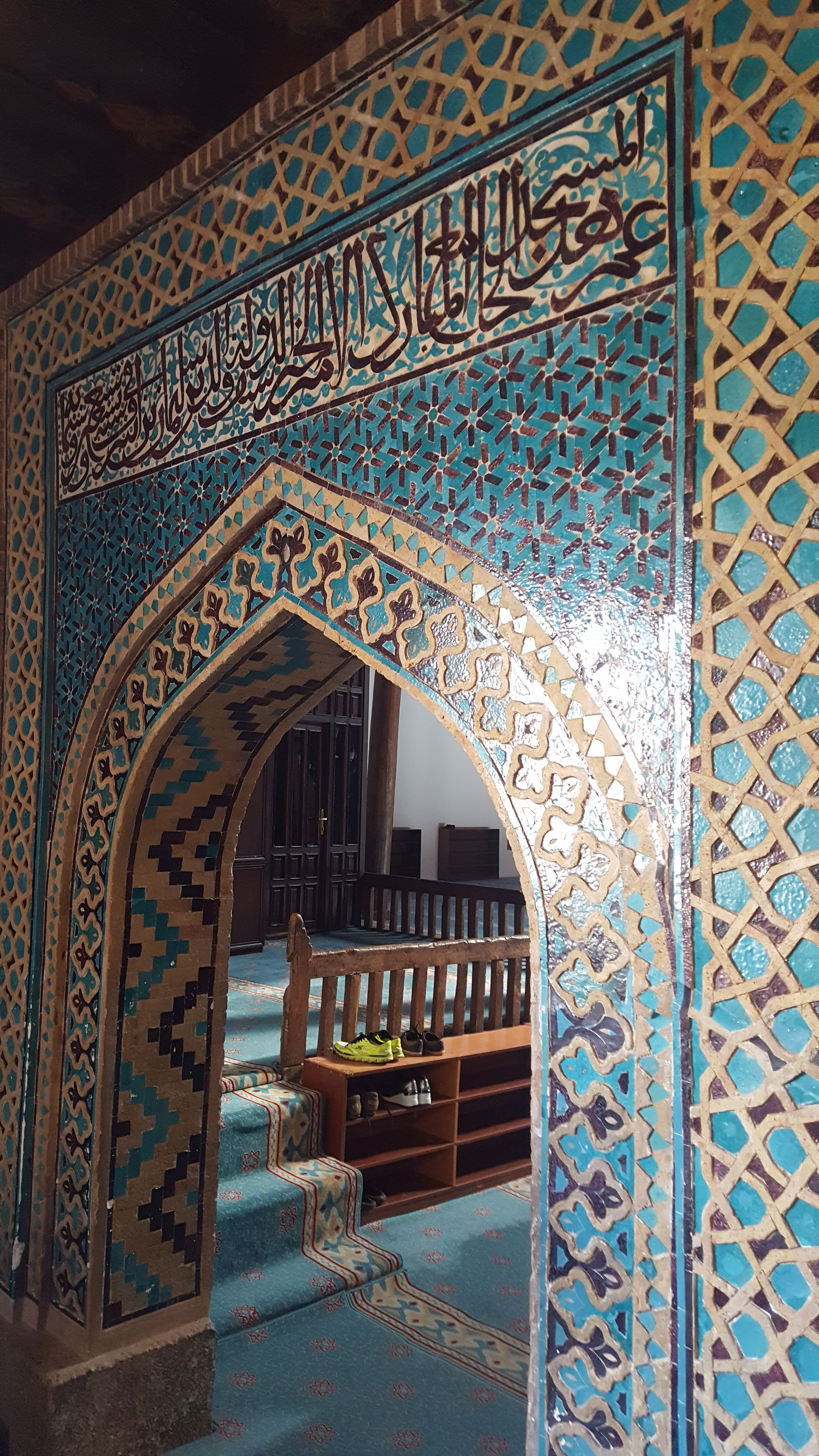
Entrance of the mosque
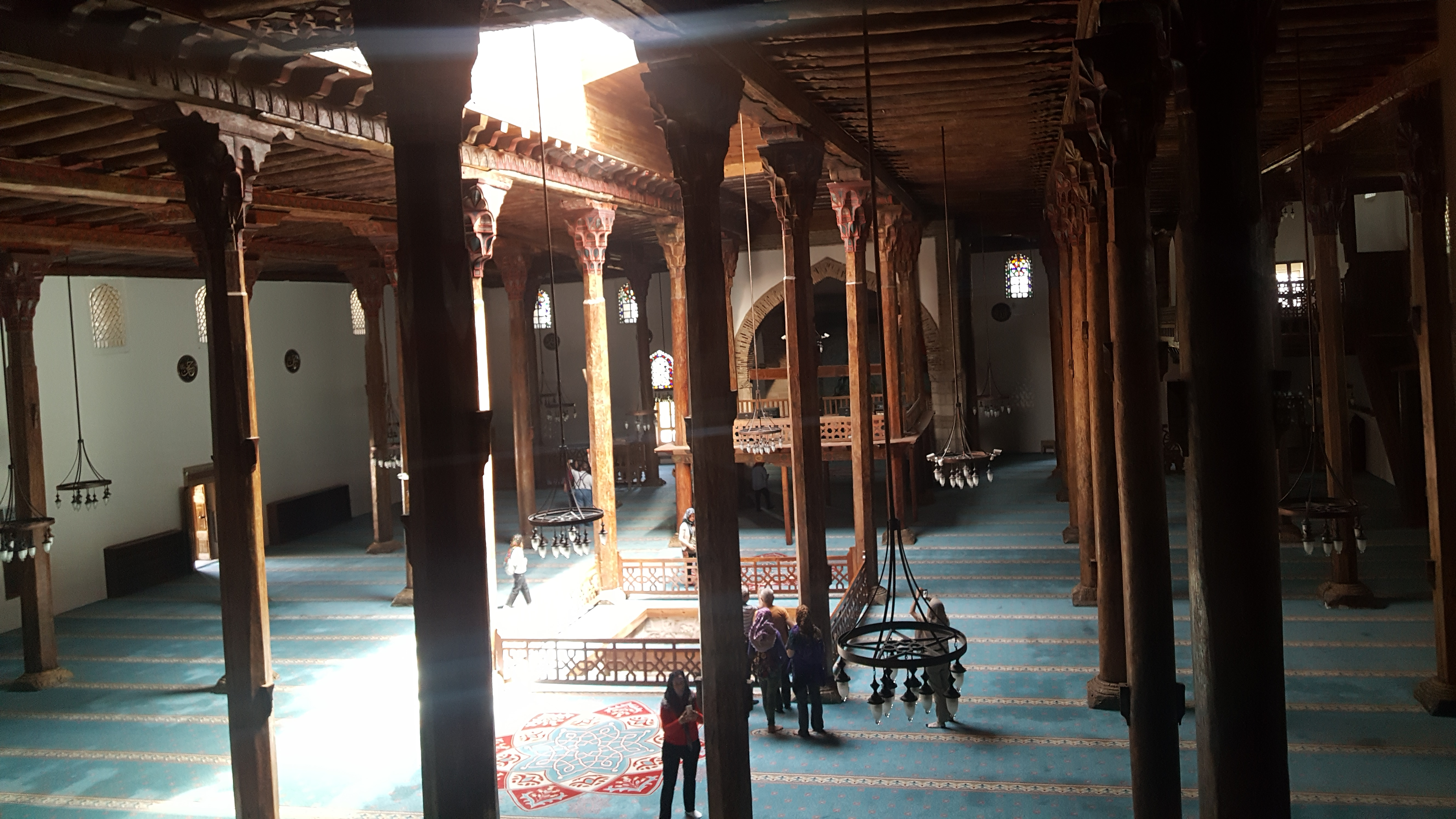
Wooden columns
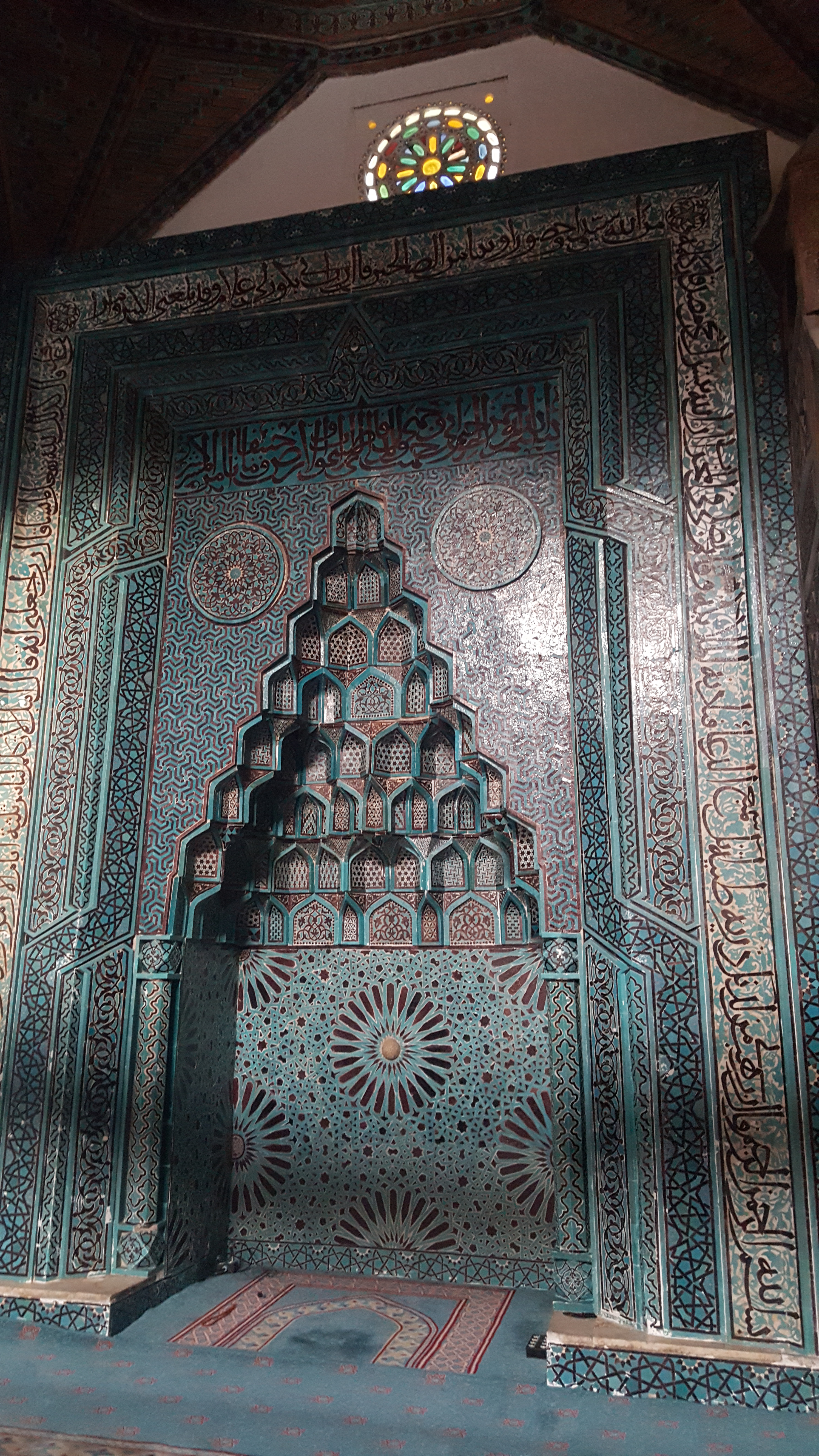
Mihrab
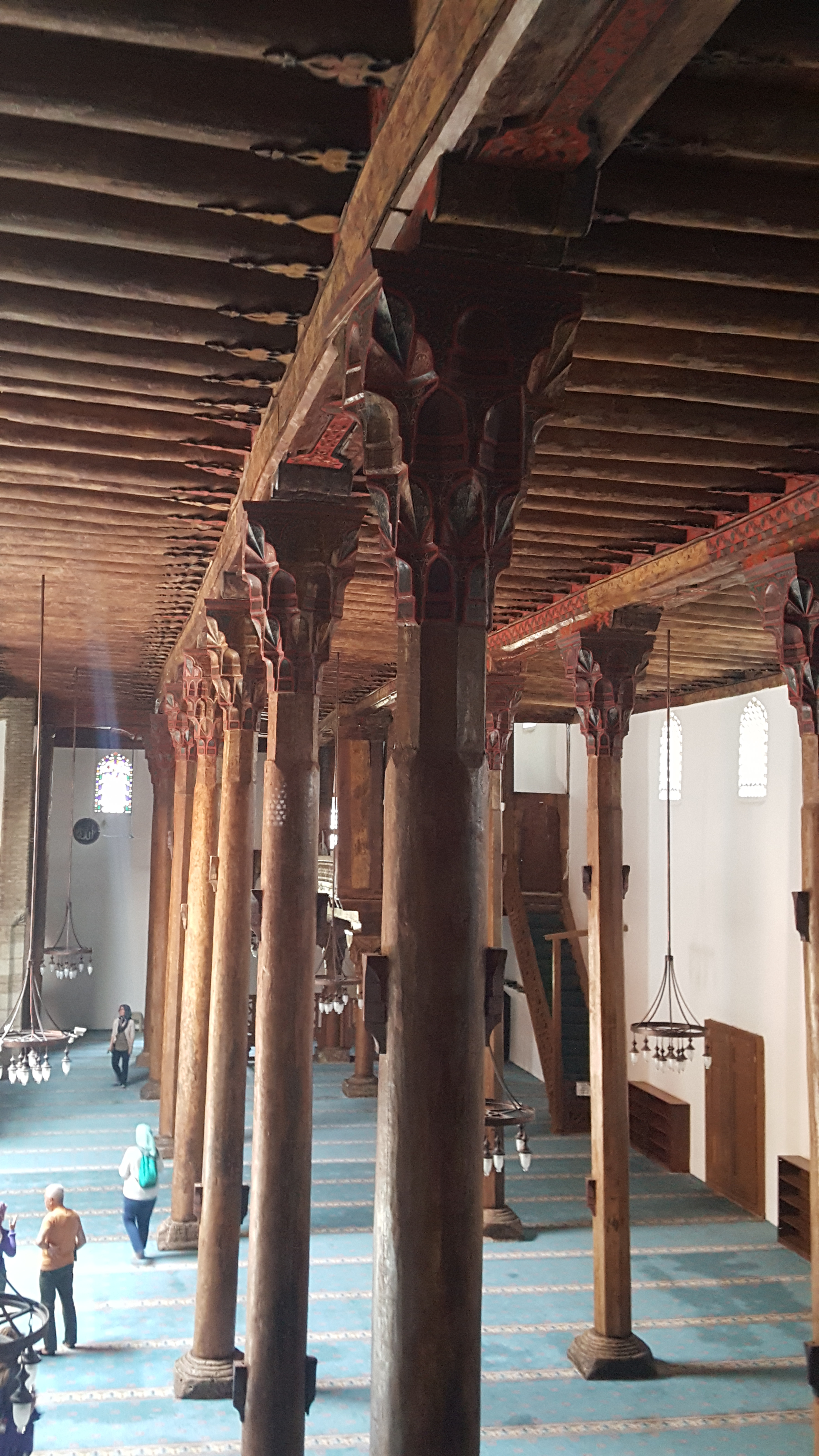
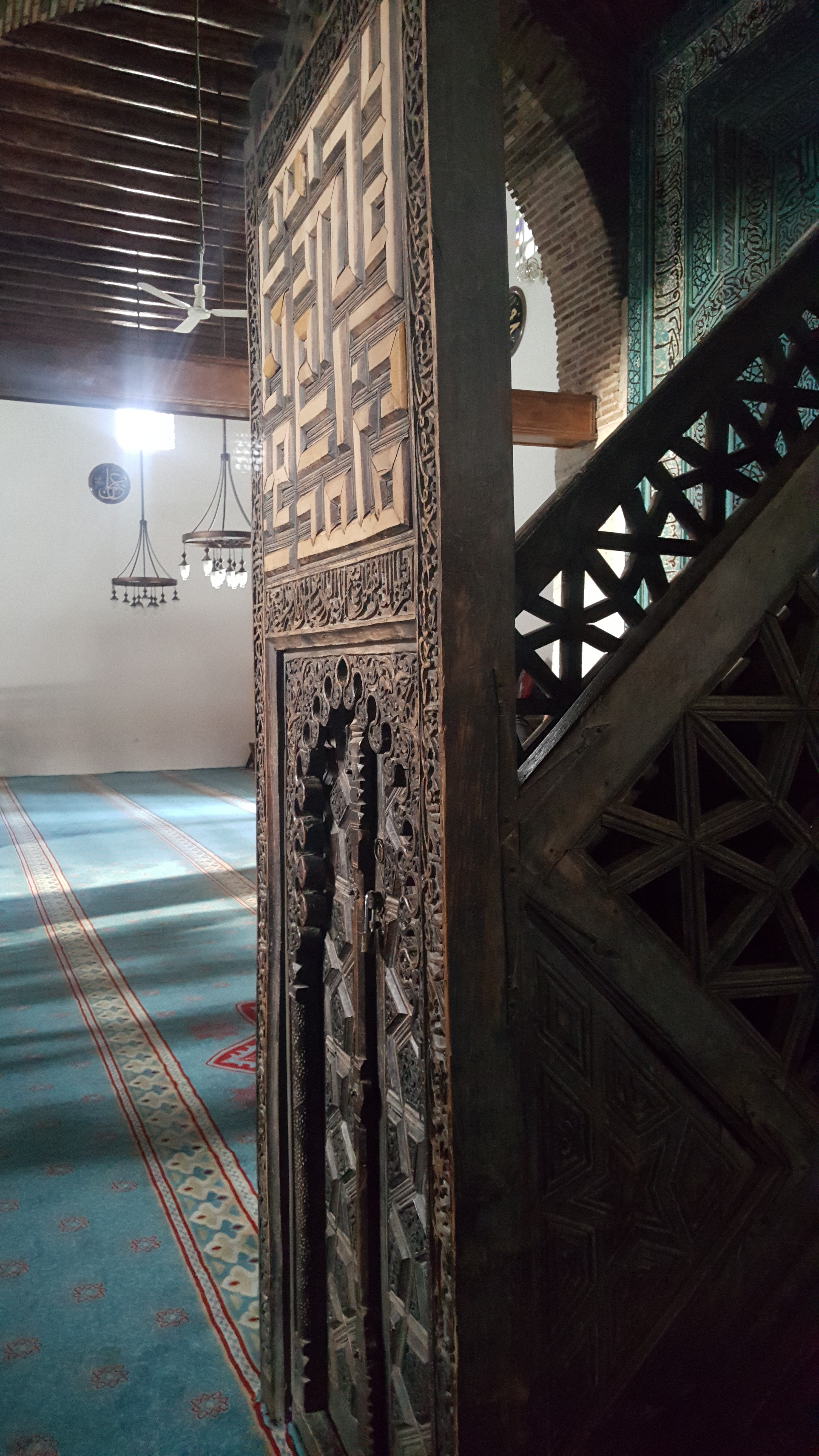
Minber
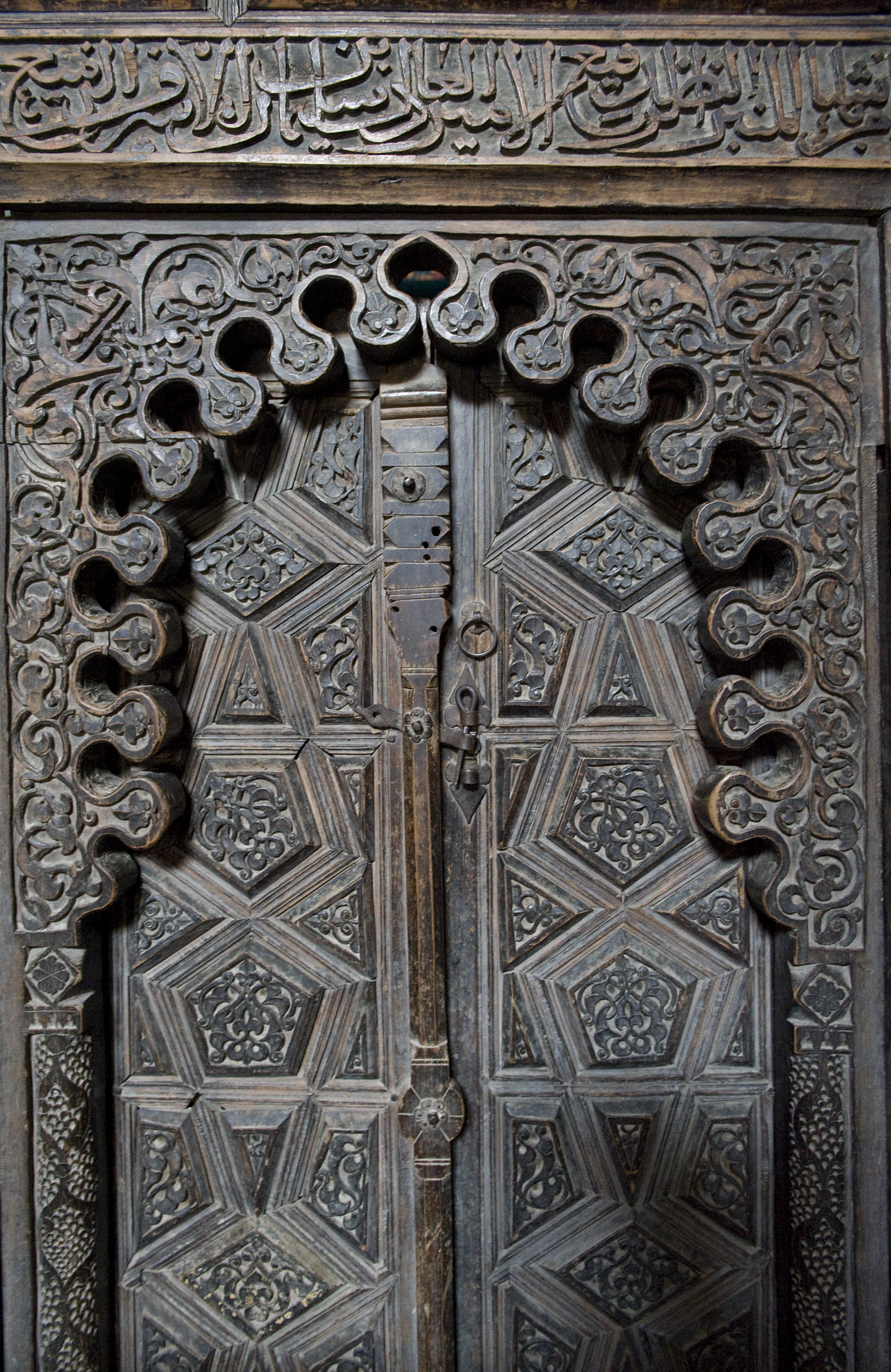
Eşrefoğlu Mosque Interior door to minber
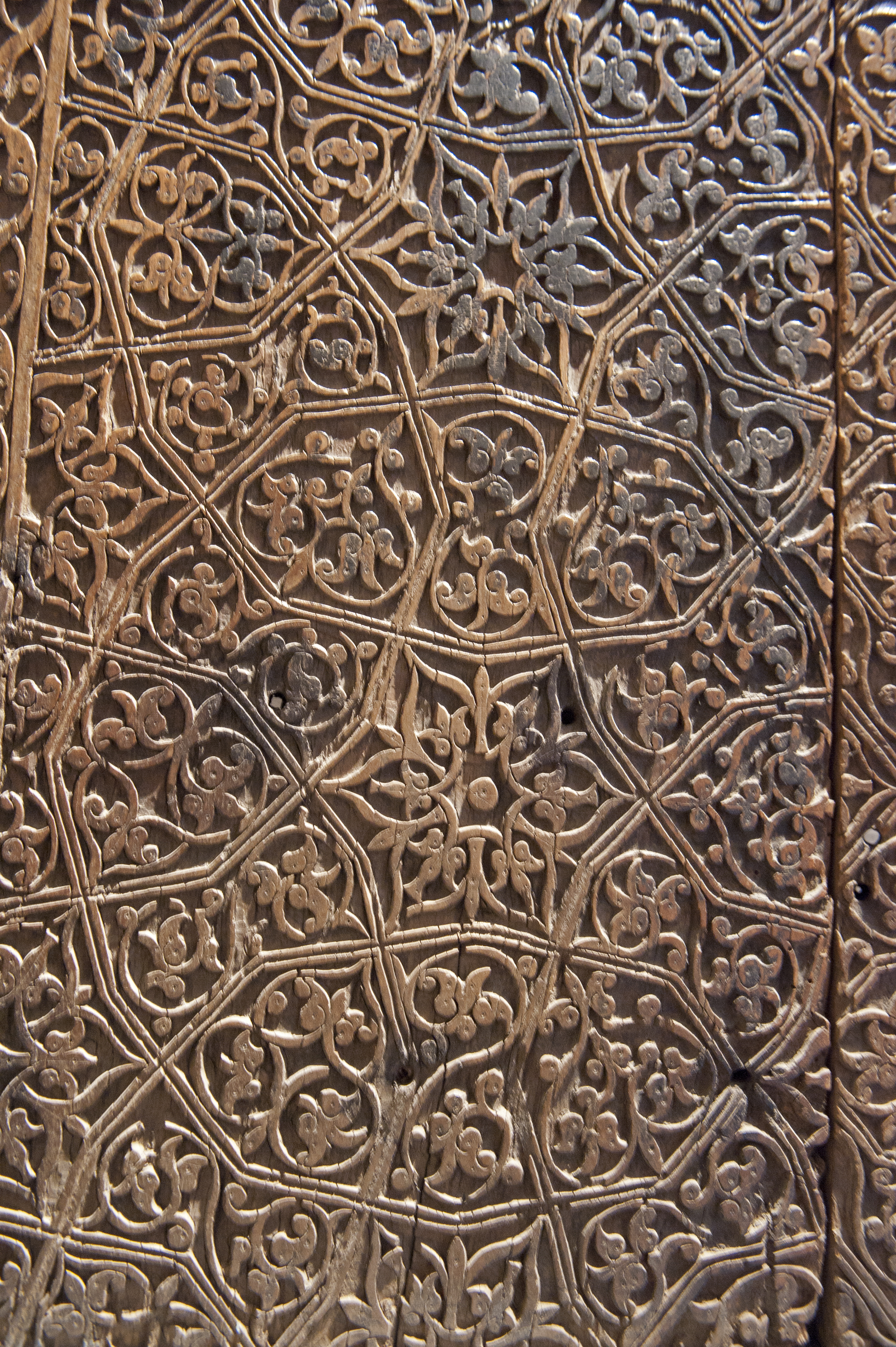
Ince Minare Medrese Museum Doors from Beysehir